# Epipremnum dahlii
Epipremnum dahlii Engl. – gatunek wieloletnich, wiecznie zielonych pnączy z rodziny obrazkowatych, pochodzący z Archipelagu Bismarcka, zasiedlający lasy wiecznie zielone.